# دربید (زارچ)
دربید، روستایی در دهستان دربید بخش اله‌آباد شهرستان زارچ در استان یزد ایران است. این روستا، مرکز دهستان دربید است.
فاصله این روستا تا مرکز استان (شهر یزد) ۳۲ کیلومتر است.

## جاذبه‌های گردشگری
- درخت سرو ۲۱۰۰ ساله
- غار

## جمعیت
بر پایه سرشماری عمومی نفوس و مسکن در سال ۱۳۹۵، جمعیت این روستا برابر با ۲۹۹ نفر (۹۲ خانوار) بوده‌است.